# مایدیکوو
مایدیکوو (انگلیسی: Mayadykovo) یک شهرک در شهرستان بیرسکی باشقیرستان کشور روسیه است.